# Гамм (Зіг)
Гамм (нім. Hamm) — громада в Німеччині, розташована в землі Рейнланд-Пфальц. Входить до складу району Альтенкірхен. Складова частина об'єднання громад Гамм (Зіг).
Площа — 3,66 км2. Населення становить 3545 ос. (станом на 31 грудня 2020).

## Галерея

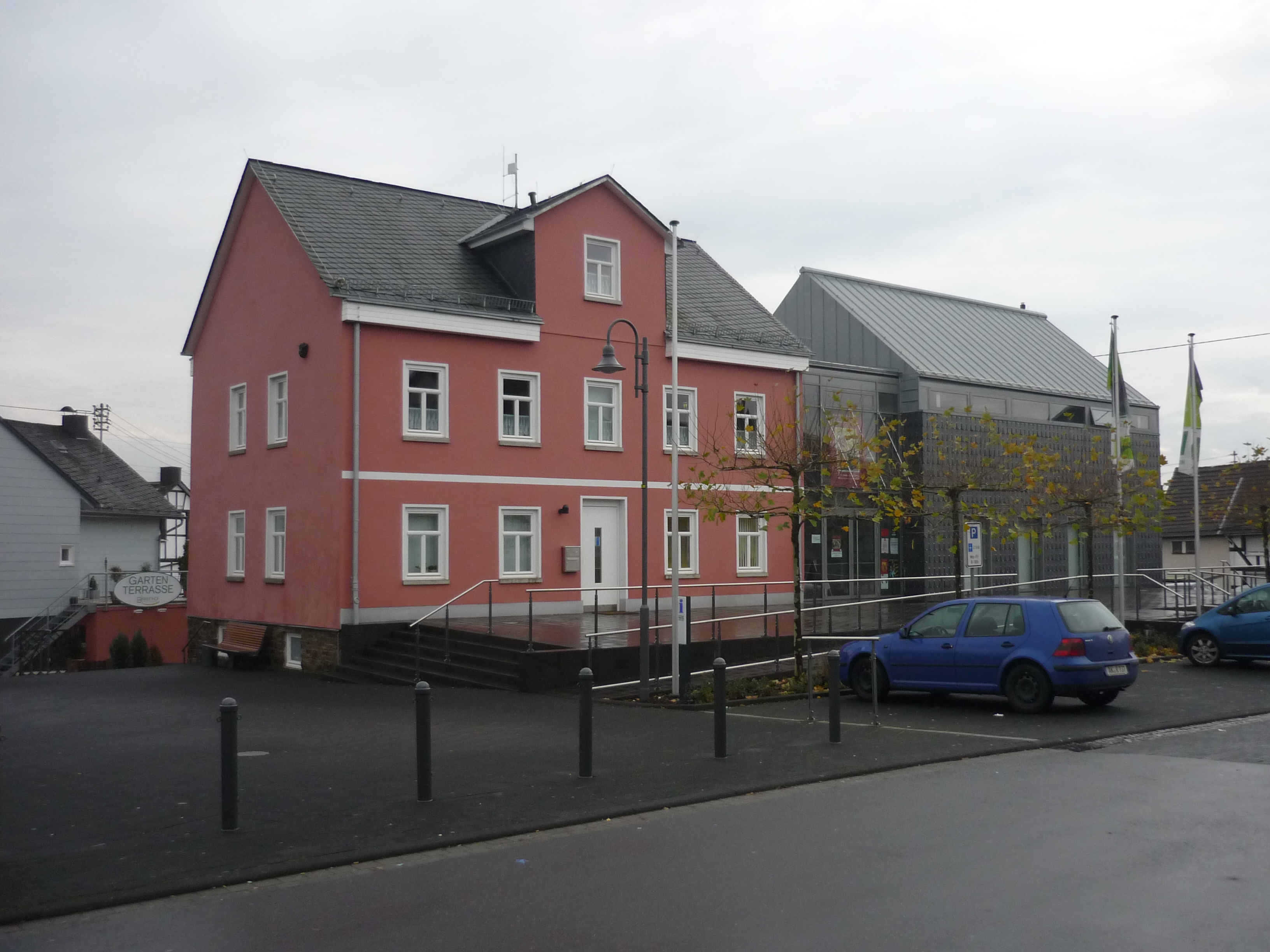
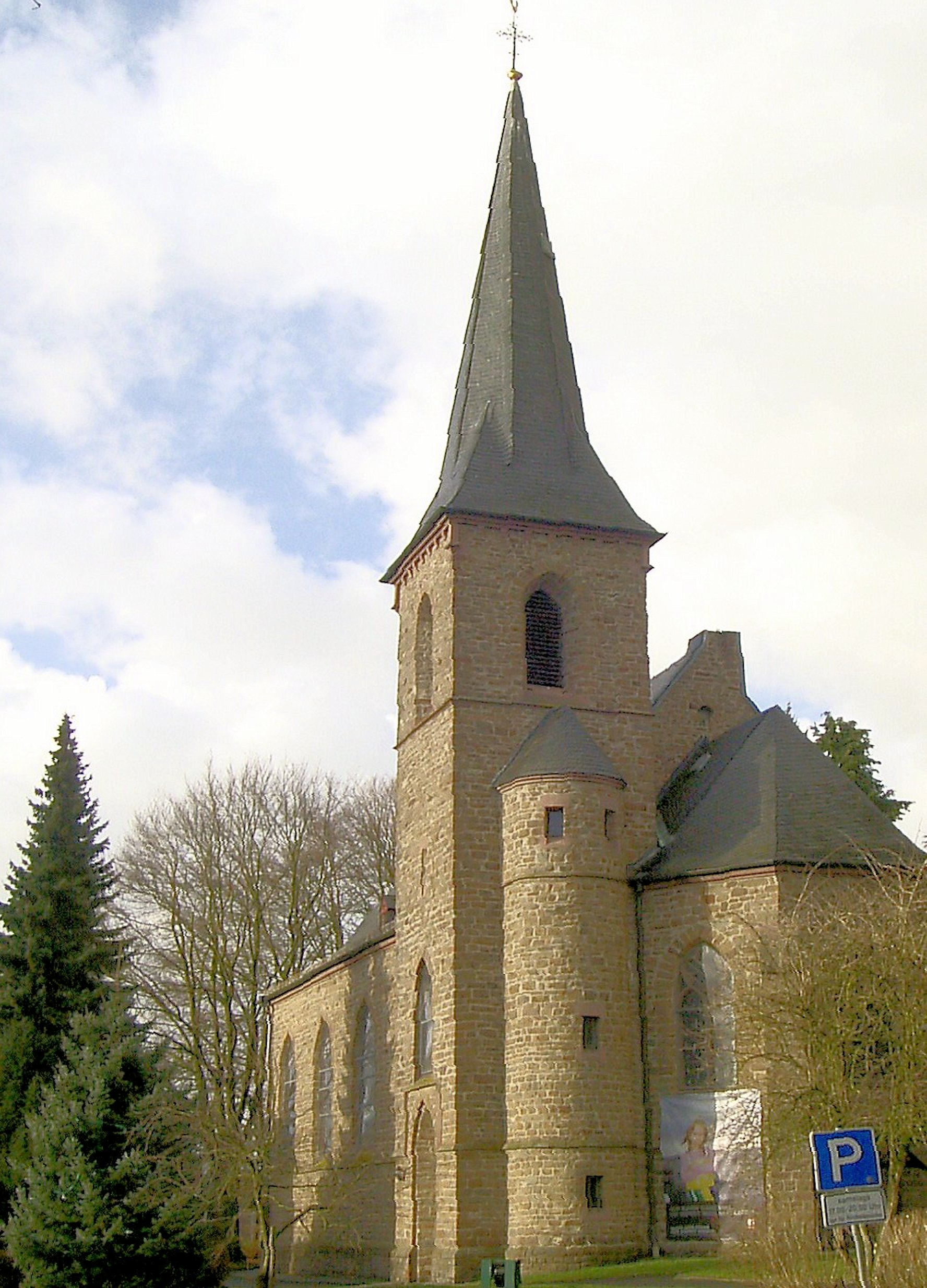
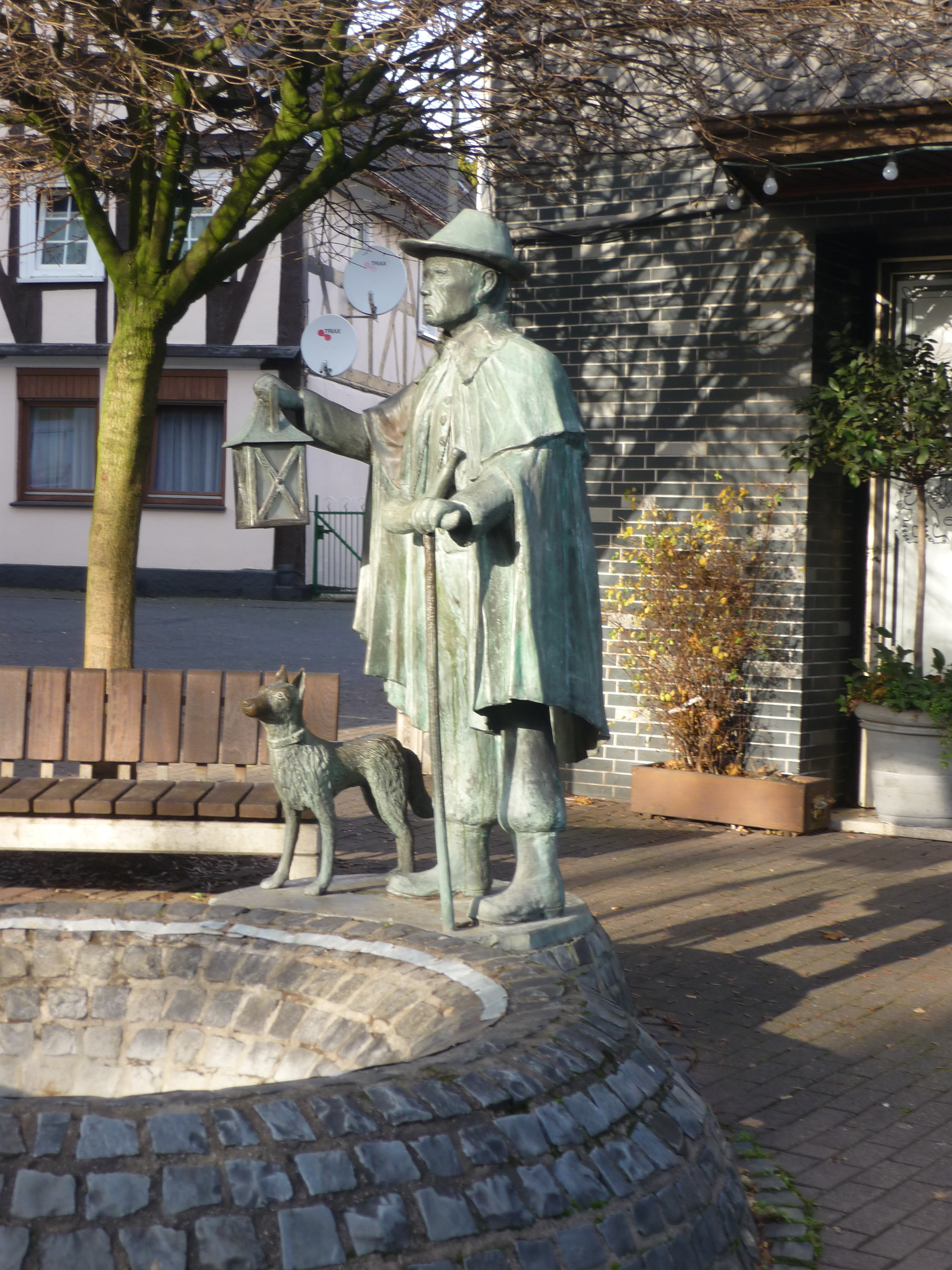